# Vrancart
Vrancart Adjud este o companie producătoare de carton ondulat și hârtie igienică din România.
Vrancart S.A. Adjud a luat ființă în anul 1977 sub denumirea de Combinatul de Celuloză și Hârtie Vrancea, denumire ce a fost schimbată în 1992 în Vrancart. 
Vrancart este lider național în producția de hârtie igienică și controlează 12% din piața românească a cartonului ondulat. Acționarul majoritar al Vrancart este SIF Banat-Crișana (SIF1), care deține circa 74,7% din acțiuni. În acționariatul companiei mai figurează și clienți nerezidenți ai Citibank, care dețin cumulat 5,50% din capitalul social.
Cifra de afaceri:
- 2016: 227 milioane lei
- 2007: 85,8 milioane lei (23,54 milioane euro)[1]
- 2006: 64,8 milioane lei[1]

Venit net:
- 2017: 20 milioane lei
- 2007: 5,6 milioane lei (1,5 milioane euro)[1]
- 2006: 5,2 milioane lei[1]